# Paralcidia colpochlaena
Paralcidia colpochlaena är en fjärilsart som beskrevs av Louis Beethoven Prout 1926. Paralcidia colpochlaena ingår i släktet Paralcidia och familjen mätare. Inga underarter finns listade i Catalogue of Life.